# Трансгас
Трансгас (чеш. Transgas, чеш. Centrální dispečink Trangas) пословни је комплекс у централном делу Прага, близу Народног музеја, на граници историјског језгра чешке престонице и Винохрада. Зграде су намештене као седиште државне компаније Трансгас и изграђене су у бруталистичком стилу.
Објекат је настао на месту где је Минстарство поште и телеграфа наредило рушење стамбених зграда из краја 19. века. Ово место је остало празно све до 60-их година прошлог века. Архитектонски конкурс за ново седиште државне компаније гаса расписан је 1966.
Архитекти пројекта ове зграде су били Вацлав Аулицки, Јиржи Ајзенрајх, Иво Лос и Јиндржих Малатек. Читав ареал представља један од симбола најрадикалнијег брутализма и постмодерне архитектуре у Чешкој Републици. Састављен је од три зграде које имају различиту функцију. Декоративни елементи комплекса су изведени у хај-тех и индустријалном стилу. 
Трансгас је био изграђен у периоду 1972—1978.  Наручитељ је била компанија Прумислове ставби Готвалдов из Злина. Као први део комплекса је била завршена изградња главног објекта, диспечинка, најнижег и најважнијег објекта. Два блока су била завршена до 1978. 
Током 80-их је комплекс служио и неким другим институцијама, као што је био нпр. Светска федерација синдиката и Опште здравствено осигурање (чеш. Všeobecná zdravotní pojišťovna). Године 2015. су приватни инвеститори најавили идеју да купе овај објекат, сруше га и уместо њега саграде нове, модерније канцеларије. Остварене су грађанске инцијативе које су предложиле да се од Трансгаса направи споменик културе. Министарство културе Чешке Републике је њихов захтев на крају одбило и Трансгас није добио статут споменика. Године 2017. су све калцеларије у објекту исељене и спрема се рушење.